# BARC Speeder
El BARC Speeder es vehículo ficticio del universo Star Wars. Es una moto repulsora creada con el propósito de adquirir velocidad, sobre todo en misiones exploratorias y pequeñas escaramuzas. Existía un modelo paralelo a este, el 74-Z, pero el BARC Speeder fue el más utilizado durante las Guerras Clon.

## Usos
El BARC literalmente significa Moto Speeder Avanzada para comandos de reconocimiento, (Biker Advanced Recon Commando Speeder), ya que los primeros en utilizarla fueron los soldados CRA. Este vehículo aumenta considerablemente su velocidad y su potencia de fuego permitiendo el apoyo en combate, o en misiones de reconocimiento del terreno.
Al ser tan eficaz, su producción aumentó y los soldados clon pudieron disponer de sus servicios.
Posteriormente, fue decayendo su uso en pos del otro modelo, el 74-Z